# La Comtesse des ténèbres
Cet article concerne le roman de Juliette Benzoni. Pour l'énigme historique, voir Comtesse des Ténèbres.
La Comtesse des ténèbres est un roman historique de Juliette Benzoni paru en 2001. Il compose le troisième et dernier volet de la série Le Jeu de l'amour et de la mort.